# Poloma
Poloma est un prénom féminin.

## Sens et origine du prénom
- Prénom féminin d'origine nord-amérindienne [1] du peuple Choctaw.
- Prénom qui signifie "arc".
- Sans lien avec Poloma, village du district de Sabinov dans la région de Prešov au nord-est de la Slovaquie.

## Prénom de personnes célèbres et fréquence
- Prénom aujourd'hui peu usité aux États-Unis[2].
- Prénom qui n'a jamais été donné en France[3].